# 100 metros bruços
100 metros bruços é a modalidade olímpica de velocidade do estilo bruços/peito da natação.
O estilo bruços, é o mais lento de todos os estilos de natação pura.

## Recordes mundiais masculinos

### Piscina longa (50m)
| TEMPO   | NADADOR               | DATA                    |
| ------- | --------------------- | ----------------------- |
| 1:11.4  | Leonid Kolesnikov     | 2 de maio de 1961       |
| 1:11.1  | Chet Jastremski       | 2 de julho de 1961      |
| 1:10.8  | Gunter Tittes         | 5 de julho de 1961      |
| 1:10.7  | Chet Jastremski       | 28 de julho de 1961     |
| 1:10.0  | Chet Jastremski       | 30 de julho de 1961     |
| 1:09.5  | Chet Jastremski       | 3 de agosto de 1961     |
| 1:07.8  | Chet Jastremski       | 20 de agosto de 1961    |
| 1:07.5  | Chet Jastremski       | 20 de agosto de 1961    |
| 1:07.4  | Georgy Prokopenko     | 26 de março de 1964     |
| 1:06.9  | Georgy Prokopenko     | 3 de setembro de 1964   |
| 1:06.7  | Vladimir Kosinski     | 8 de novembro de 1967   |
| 1:06.4  | José Sylvio Fiolo     | 19 de fevereiro de 1968 |
| 1:06.2  | Nikolai Pankin        | 18 de abril de 1968     |
| 1:05.8  | Nikolai Pankin        | 20 de abril de 1969     |
| 1:05.68 | John Hencken          | 29 de agosto de 1972    |
| 1:05.13 | Nobutaka Taguchi      | 29 de agosto de 1972    |
| 1:04.94 | Nobutaka Taguchi      | 30 de agosto de 1972    |
| 1:04.35 | John Hencken          | 4 de setembro de 1973   |
| 1:04.02 | John Hencken          | 4 de setembro de 1973   |
| 1:03.88 | John Hencken          | 31 de agosto de 1974    |
| 1:03.88 | John Hencken          | 19 de julho de 1976     |
| 1:03.62 | John Hencken          | 19 de julho de 1976     |
| 1:03.11 | John Hencken          | 20 de julho de 1976     |
| 1:02.86 | Gerald Mörken         | 18 de agosto de 1977    |
| 1:02.62 | Steve Lundquist       | 19 de julho de 1982     |
| 1:02.53 | Steve Lundquist       | 21 de agosto de 1982    |
| 1:02.34 | Steve Lundquist       | 6 de agosto de 1983     |
| 1:02.28 | Steve Lundquist       | 17 de agosto de 1983    |
| 1:02.13 | John Moffet           | 25 de junho de 1984     |
| 1:01.65 | Steve Lundquist       | 29 de julho de 1984     |
| 1:01.49 | Adrian Moorhouse      | 15 de agosto de 1989    |
| 1:01.49 | Adrian Moorhouse      | 25 de janeiro de 1990   |
| 1:01.49 | Adrian Moorhouse      | 26 de julho de 1990     |
| 1:01.49 | Norbert Rózsa         | 7 de janeiro de 1991    |
| 1:01.45 | Norbert Rózsa         | 7 de janeiro de 1991    |
| 1:01.45 | Vasili Ivanov         | 11 de junho de 1991     |
| 1:01.29 | Norbert Rózsa         | 20 de agosto de 1991    |
| 1:00.95 | Károly Güttler        | 3 de agosto de 1993     |
| 1:00.60 | Fred Deburghgraeve    | 20 de julho de 1996     |
| 1:00.36 | Roman Sloudnov        | 15 de junho de 2000     |
| 1:00.29 | Ed Moses              | 28 de março de 2001     |
| 1:00.26 | Roman Sloudnov        | 28 de junho de 2001     |
| 59.97   | Roman Sloudnov        | 29 de junho de 2001     |
| 59.94   | Roman Sloudnov        | 23 de julho de 2001     |
| 59.78   | Kosuke Kitajima       | 21 de julho de 2003     |
| 59.30   | Brendan Hansen        | 8 de julho de 2004      |
| 59.13   | Brendan Hansen        | 1 de agosto de 2006     |
| 58.91   | Kosuke Kitajima       | 11 de agosto de 2008    |
| 58.58   | Brenton Rickard       | 27 de julho de 2009     |
| 58.46   | Cameron van der Burgh | 29 de julho de 2012     |
| 57,92   | Adam Peaty            | 17 de abril de 2015     |
| 57,55   | Adam Peaty            | 06 de agosto de 2016    |
| 57,13   | Adam Peaty            | 07 de agosto de 2016    |

### Piscina curta (25m)
| TEMPO | NADADOR               | DATA                    |
| ----- | --------------------- | ----------------------- |
| 59.30 | Dmitry Volkov         | 10 de fevereiro de 1990 |
| 59.07 | Phil Rogers           | 27 de agosto de 1993    |
| 59.02 | Fred Deburghgraeve    | 17 de fevereiro de 1996 |
| 58.79 | Fred Deburghgraeve    | 4 de dezembro de 1998   |
| 58.51 | Roman Sloudnov        | 17 de março de 2000     |
| 58.05 | Ed Moses              | 24 de março de 2000     |
| 57.66 | Ed Moses              | 24 de março de 2000     |
| 57.45 | Ed Moses              | 23 de janeiro de 2002   |
| 56.88 | Cameron van der Burgh | 9 de novembro de 2008   |
| 55.39 | Cameron van der Burgh | 9 de agosto de 2009     |
| 55.61 | Cameron van der Burgh | 15 de novembro de 2008  |

## Recordes mundiais femininos

### Piscina longa (50m)
| TEMPO   | NADADOR                  | DATA                   |
| ------- | ------------------------ | ---------------------- |
| 1:20.3  | Karin Beyer              | 20 de julho de 1958    |
| 1:19.6  | Karin Beyer              | 12 de setembro de 1958 |
| 1:19.1  | Wiltrud Urselmann        | 12 de marçO de 1960    |
| 1:19.0  | Ursula Küper             | 14 de julho de 1960    |
| 1:18.2  | Barbara Göbel            | 1 de julho de 1961     |
| 1:17.9  | Claudia Kolb             | 11 de julho de 1964    |
| 1:17.2  | Svetlana Babanina        | 3 de setembro de 1964  |
| 1:16.5  | Svetlana Babanina        | 11 de maio de 1965     |
| 1:15.7  | Galina Prozumenshchikova | 17 de julho de 1966    |
| 1:15.6  | Catie Ball               | 28 de dezembro de 1966 |
| 1:14.8  | Catie Ball               | 31 de julho de 1967    |
| 1:14.6  | Catie Ball               | 19 de agosto de 1967   |
| 1:14.2  | Catie Ball               | 25 de agosto de 1968   |
| 1:13.58 | Catherine Carr           | 2 de setembro de 1972  |
| 1:12.91 | Renate Vogel             | 22 de agosto de 1974   |
| 1:12.55 | Cristel Justen           | 23 de agosto de 1974   |
| 1:12.28 | Renate Vogel             | 1 de setembro de 1974  |
| 1:11.93 | Carola Nitschke          | 2 de junho de 1976     |
| 1:11.11 | Hannelore Anke           | 22 de julho de 1976    |
| 1:10.86 | Hannelore Anke           | 22 de julho de 1976    |
| 1:10.31 | Julia Bogdanova          | 22 de agosto de 1978   |
| 1:10.20 | Ute Geweniger            | 26 de maio de 1980     |
| 1:10.11 | Ute Geweniger            | 24 de julho de 1980    |
| 1:09.52 | Ute Geweniger            | 9 de abril de 1981     |
| 1:09.39 | Ute Geweniger            | 2 de julho de 1981     |
| 1:08.60 | Ute Geweniger            | 8 de setembro de 1981  |
| 1:08.51 | Ute Geweniger            | 25 de agosto de 1983   |
| 1:08.29 | Sylvia Gerasch           | 23 de agosto de 1984   |
| 1:08.11 | Sylvia Gerasch           | 21 de agosto de 1986   |
| 1:07.91 | Silke Hörner             | 21 de agosto de 1987   |
| 1:07.69 | Samantha Riley           | 9 de setembro de 1994  |
| 1:07.46 | Penelope Heyns           | 4 de marçO de 1996     |
| 1:07.02 | Penelope Heyns           | 21 de julho de 1996    |
| 1:06.99 | Penelope Heyns           | 18 de julho de 1999    |
| 1:06.95 | Penelope Heyns           | 18 de julho de 1999    |
| 1:06.52 | Penelope Heyns           | 23 de agosto de 1999   |
| 1:06.37 | Leisel Jones             | 21 de julho de 2003    |
| 1:06.20 | Jessica Hardy            | 25 de julho de 2005    |
| 1:05.71 | Leisel Jones             | 3 de fevereiro de 2006 |
| 1:05.09 | Leisel Jones             | 20 de marçO de 2006    |
| 1:04.84 | Rebecca Soni             | 27 de julho de 2009    |
| 1:04.45 | Jessica Hardy            | 7 de agosto de 2009    |

### Piscina curta (25m)
| TEMPO   | NADADOR      | DATA                   |
| ------- | ------------ | ---------------------- |
| 1:04.79 | Tara Kirk    | 18 de março de 2004    |
| 1:04.12 | Leisel Jones | 27 de agosto de 2006   |
| 1:03.86 | Leisel Jones | 28 de agosto de 2006   |
| 1:03.72 | Leisel Jones | 26 de abril de 2008    |
| 1:03.00 | Leisel Jones | 14 de novembro de 2009 |
| 1:02.70 | Rebecca Soni | 19 de dezembro de 2009 |